# Cestrum miradorense
Cestrum miradorense är en potatisväxtart som beskrevs av Francey. Cestrum miradorense ingår i släktet Cestrum och familjen potatisväxter. Inga underarter finns listade i Catalogue of Life.